# Ум Вон Сан
Ум Вон Сан (кор. 엄원상, нар. 6 січня 1999, Кванджу) — південнокорейський футболіст, півзахисник клубу «Ульсан Хьонде» і національної збірної Південної Кореї.

## Клубна кар'єра
Народився 6 січня 1999 року. У дорослому футболі дебютував 2019 року виступами за команду «Кванджу», кольори якої захищає й донині.

## Виступи за збірні
У 2018 році у складі збірної Південної Кореї до 19 років взяв участь в юнацькому (U-19) кубку Азії в Індонезії. На турнірі він зіграв у 6 матчах, забивши 1 гол, і допоміг своїй команді стати фіналістом турніру. Цей результат дозволив команді до 20 років кваліфікуватись на молодіжний чемпіонат світу 2019 року у Польщі, куди поїхав і Ум.
| Дата       | Місто            | Господарі      | Результат | Гості          | Турнір            | Голи | Примітки |
| ---------- | ---------------- | -------------- | --------- | -------------- | ----------------- | ---- | -------- |
| 17-11-2020 | Марія-Енцерсдорф | Катар          | 1 – 2     | Південна Корея | товариський матч  | -    | 76'      |
| 16-11-2021 | Доха             | Ірак           | 0 – 3     | Південна Корея | Відбір до ЧС 2022 | -    | 87'      |
| 6-6-2022   | Теджон           | Південна Корея | 2 – 0     | Чилі           | товариський матч  | -    | 76'      |
| Усього     |                  | Матчів         | 3         |                | Голів             | 0    |          |

## Титули і досягнення
- Чемпіон Азії (U-23): 2020